# Mike Curtis
James Michael Curtis, detto Mike (Rockville, 27 marzo 1943 – St. Petersburg, 20 aprile 2020), è stato un giocatore di football americano, di nazionalità statunitense, che ha gioca nel ruolo di linebacker per la maggior parte della carriera con i Baltimore Colts della National Football League (NFL). Fu scelto nel corso del primo giro (14º assoluto) del Draft NFL 1965 dai Colts. Al college ha giocato a football a Duke.

## Carriera professionistica
Conosciuto per essere uno dei giocatori più cattivi della sua epoca, Curtis fu convocato per quattro Pro Bowl. Anche se i sack non venivano ancora conteggiati ufficialmente come statistica, Curtis ne mise a segno 22, compresa uno in cui un famoso fotografo lo immortalò mentre metteva segno un tackle sulla testa di Roman Gabriel. Curtis intercettò anche 25 passaggi e fu nominato difensore dell'anno dell'AFC nel 1970 da una commissione di 101 giornalisti sportivi.
Curtis fu scelto per giocare come fullback nel primo giro del Draft NFL 1965 dai Colts ma fu presto cambiato nel ruolo di middle linebacker nel lato debole (lontano dal tight end). Fu il capitano della squadra per la maggior parte degli anni trascorsi a Baltimora. Nel 1970, mise a segno 5 intercetti e rubò un pallone chiave che permise ai Colts di calciare il field goal della vittoria nel Super Bowl V contro i Dallas Cowboys. Lui e Ted Hendricks, futuro membro della Pro Football Hall of Fame, formarono una potente accoppiata nella posizione di linebacker dal 1969 al 1973, quando Hendricks fu scambiato. Curtis fu nominato miglior giocatore dei Colts nel 1974. Dopo 11 anni nella stessa franchigia, Mike fu scelto dalla neonata franchigia dei Seahawks nell'expansion draft del 1976 dove giocò una stagione, prima di ritirarsi coi Redskins nel 1978.

## Palmarès
- Vincitore del Super Bowl V
- (4) Pro Bowl (1968, 1970, 1971, 1974)
- (2) First-Team All-Pro

## Statistiche
| Intercetti fatti | 25 |